# Kathedrale von Santander
Die Kathedrale von Santander oder Kathedrale Mariä Himmelfahrt (spanisch Catedral de Nuestra Señora de la Asunción) ist eine römisch-katholische Kirche in Santander, der Hauptstadt der Autonomen Gemeinschaft Kantabrien im Norden Spaniens. Die Kathedrale des Bistums Santander mit der Anrufung Mariä Aufnahme in den Himmel  trägt zusätzlich den Titel einer Basilica minor.

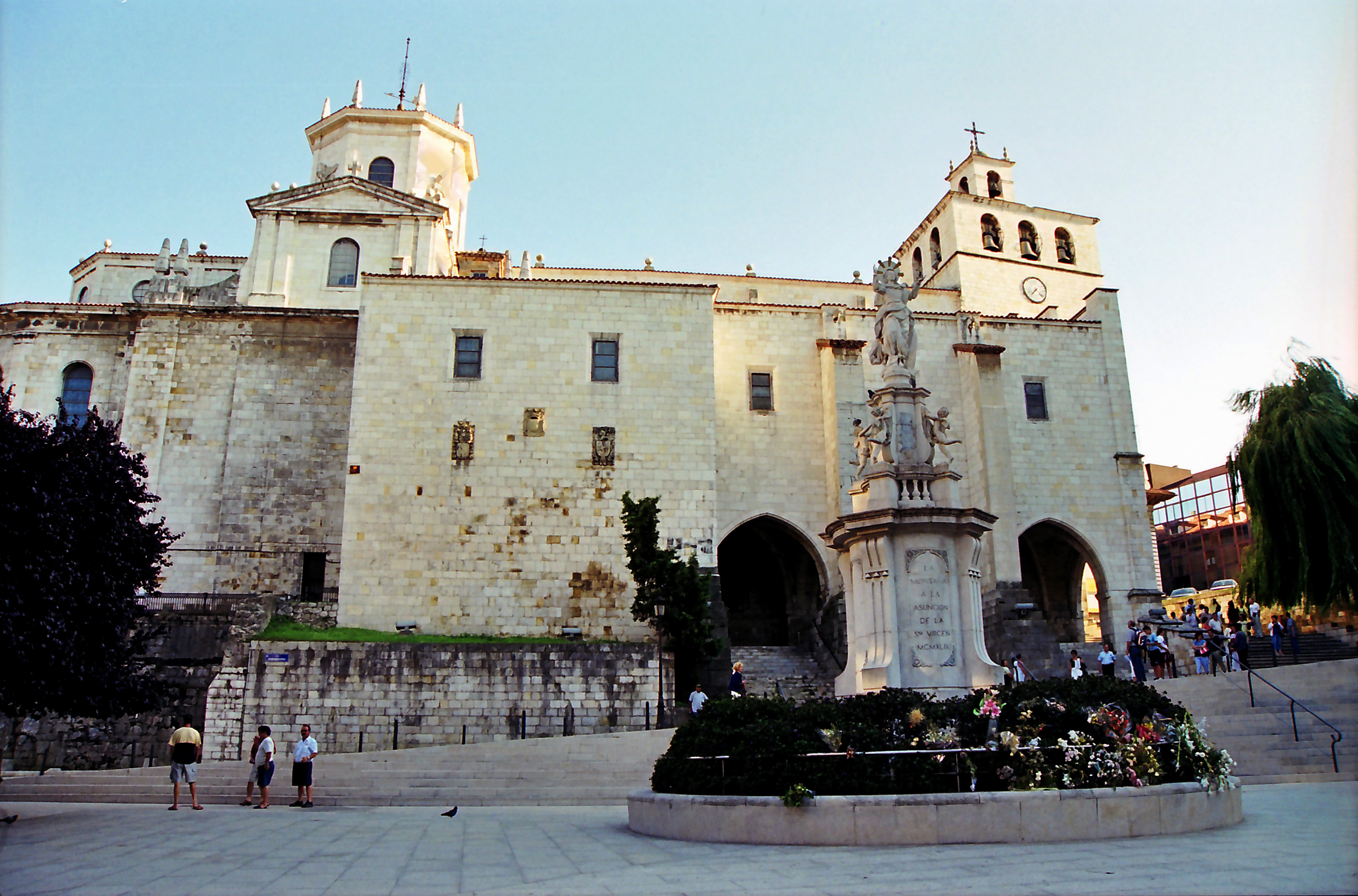
Seitenfassade der Kathedrale

## Geschichte
Die Kathedrale wurde zwischen dem 12. und 14. Jahrhundert auf dem Hügel von Somorrostro als Kirche einer im Jahr 1187 gegründeten Abtei errichtet. Mit der Gründung des Bistums Santander durch Papst Benedikt XIV. im Jahr 1754 wurde die Stiftskirche (colegiata) in den Rang einer Kathedrale erhoben. Die Abteikirche war den heiligen Emeterius und Chelidonius geweiht; wahrscheinlich mit Beginn der Nutzung als Kollegiatkirche wurde das Patrozinium geändert. Das Gebäude erlitt erhebliche Schäden infolge der Dampfschiffsexplosion des Frachters Cabo Machichaco im Hafen im Jahr 1893. Im Jahr 1931 wurde der Bau als nationales Denkmal anerkannt. Beim Stadtbrand von 1941 wurde sie schwer beschädigt und in den Jahren 1942 bis 1953 wieder aufgebaut.

## Architektur
Die Kathedrale besteht aus zwei übereinander errichteten Bauteilen.

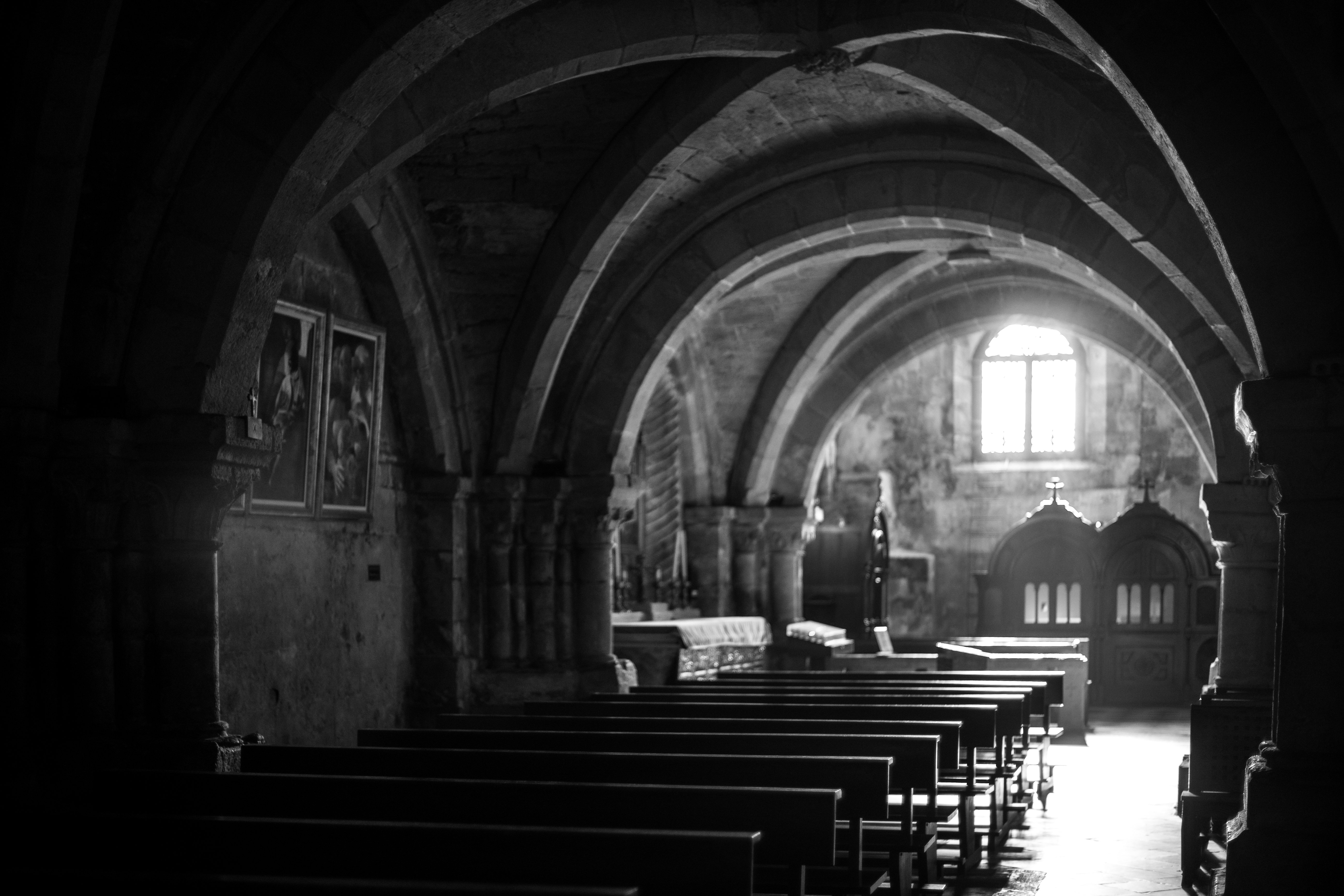
Unterkirche

### Unterkirche
Die gedrungen wirkende dreischiffige Unterkirche Iglesia del Santisimo Cristo ist eine frühgotische Krypta und wurde in der Zeit um 1200 erbaut. Sie ist 31 m lang und 18 m breit und ist durch zwei Portale zugänglich. Durch Glasplatten im Boden sind römische Fundamente und Teile einer Therme zu sehen. Die Unterkirche ist rippengewölbt, wobei die Rippen der Apsis profiliert sind, die jenigen des Kirchenschiffs jedoch nicht. In der Unterkirche werden auch die beiden Hauptreliquien, die Schädel der Märtyrer Emeterio und Celedonio, hinter Silbermasken präsentiert. Die beiden Heiligen sind die Schutzpatrone der Stadt.

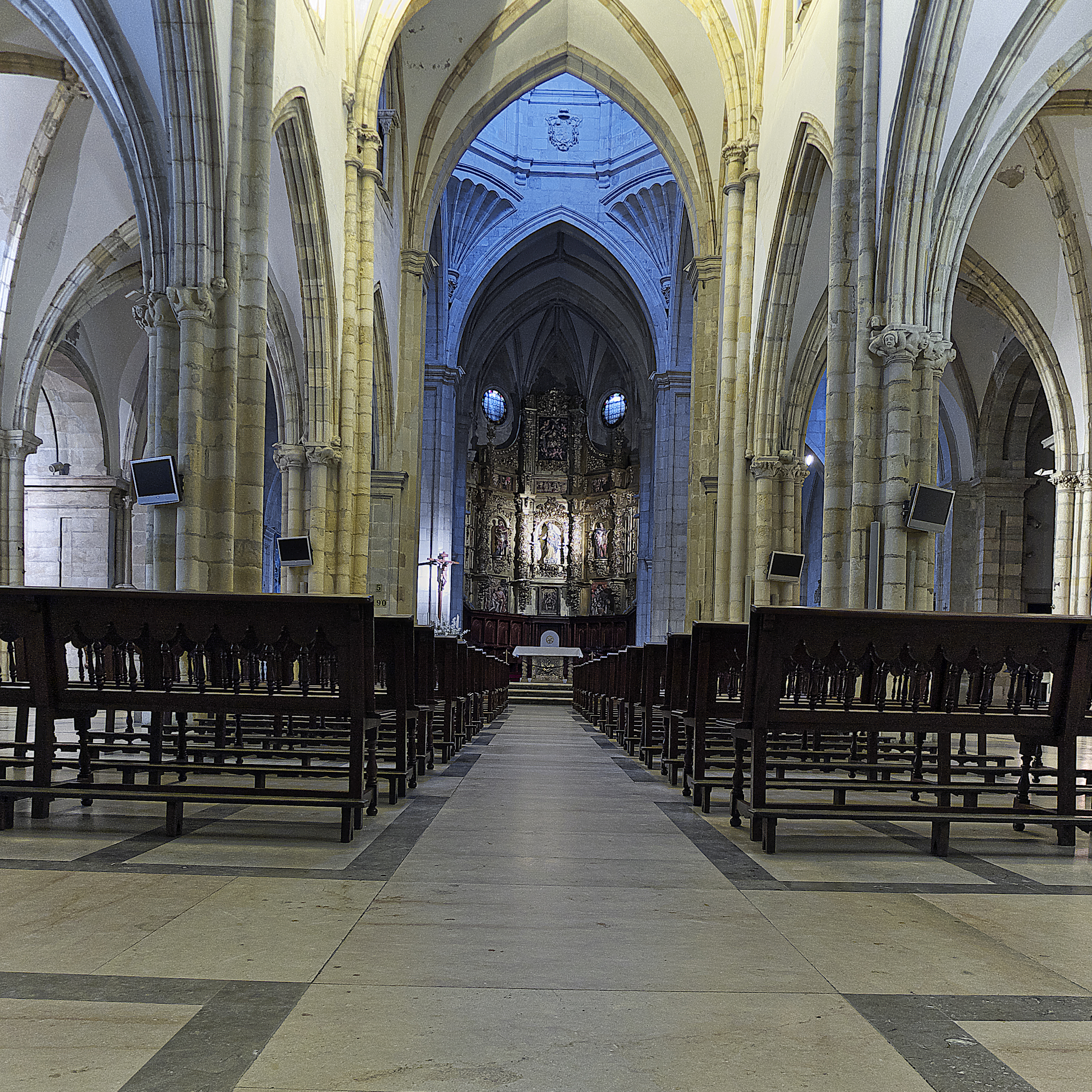
Oberkirche

### Oberkirche
Die basilikal abgestufte Oberkirche wurde zwischen dem Ende des 12. und dem Beginn des 14. Jahrhunderts erbaut und basiert auf dem Grundriss der Unterkirche. Hinzu kommt die achteckige barocke Vierungslaterne mit Flachdach im Äußeren und Sterngewölbe im Innern. Das Hauptportal, das um das Jahr 1230 erbaut wurde, zeigt eines der ersten Wappen, das nach der Vereinigung der Königreiche Kastilien und León zur Zeit Ferdinands III. von Kastilien Löwen und Burgen zeigt. Über dem Portikus ragt ein massiver quadratischer Glockenturm (campanario) auf. Zwischen dem 15. und 17. Jahrhundert wurden mehrere Seitenkapellen hinzugefügt. 
Beim 1953 beendeten Wiederaufbau wurde die Kapazität der Kirche durch den Anbau des Querschiffs, der Apsis und des Chorumgangs unter Wahrung des gotischen Stils wesentlich vergrößert. Blickfang im Inneren ist das spätbarocke vergoldete Altarretabel (retablo).

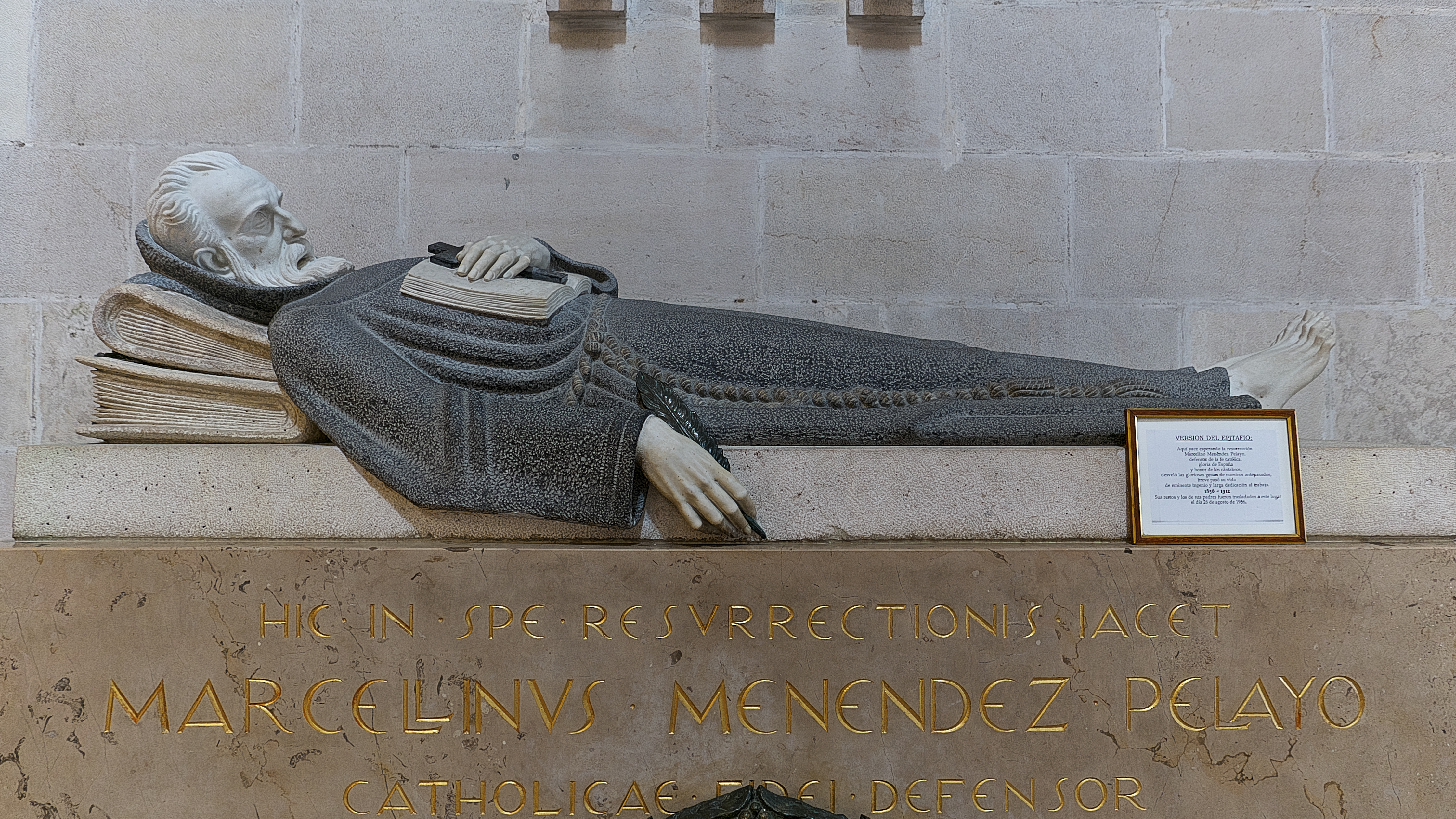
Liegefigur des Marcelino Menéndez Pelayo

## Ausstattung
Die beim Brand des Jahres 1941 verlorengegangene Ausstattung wurde etwa durch das Chorgestühl (sillería) aus dem Madrider Kloster San Jerónimo el Real und durch Bilder aus anderen Kirchen ersetzt. Dem im Jahr 1912 verstorbenen Literaturwissenschaftler und Kritiker Marcelino Menéndez Pelayo zu Ehren wurde hier ein aus schwarzem und weißem Stein bestehendes Kenotaph aufgestellt.

## Kreuzgang
Im Anschluss an die Kirche wurde im 15. Jahrhundert auf der Südseite der sehenswerte gotische Kreuzgang errichtet, in welchem mehrere Sarkophage und Kenotaphe gezeigt werden.

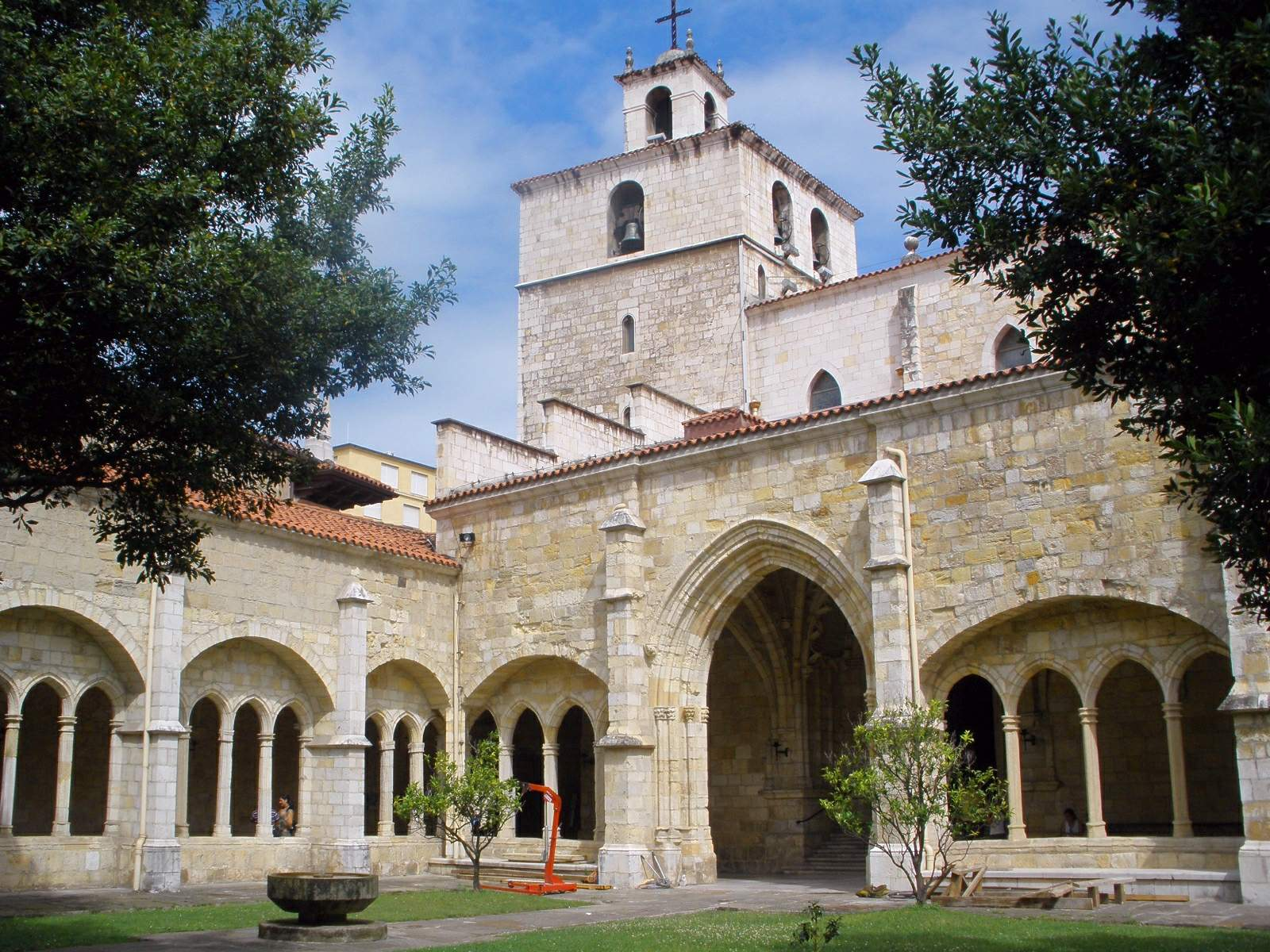
Kreuzgang
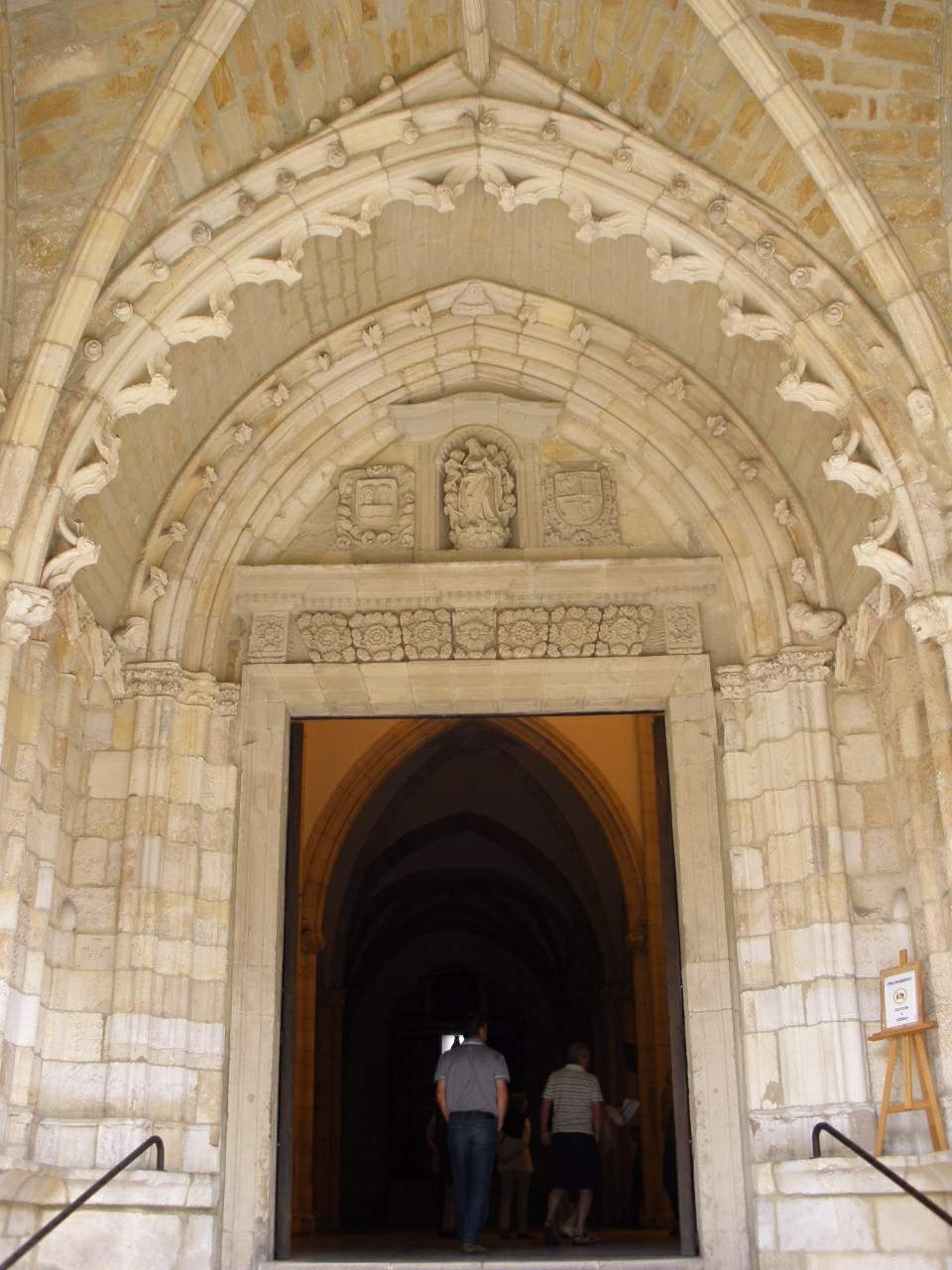
Portal vom Kreuzgang zur Kathedrale
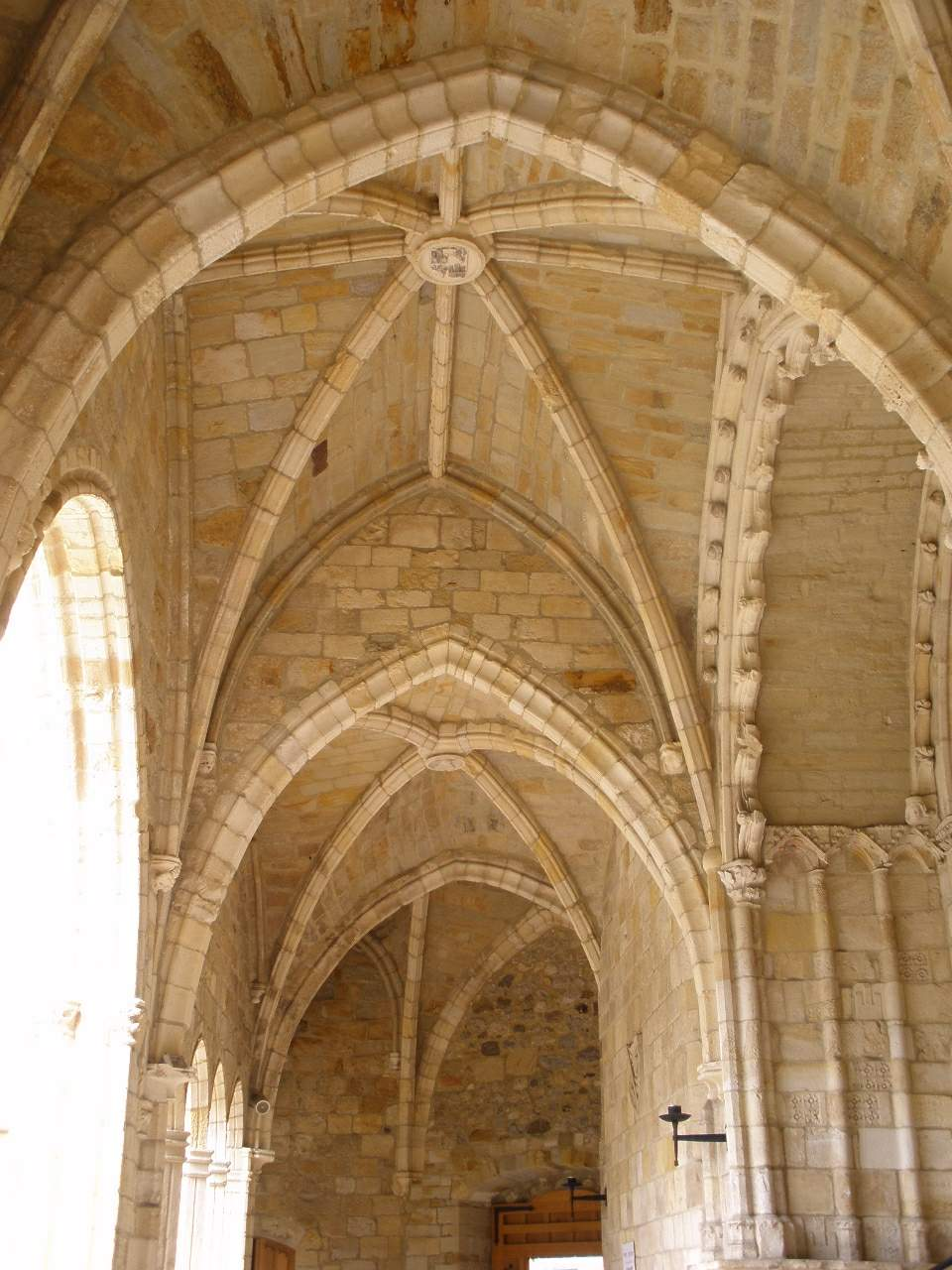
Kreuzganggewölbe
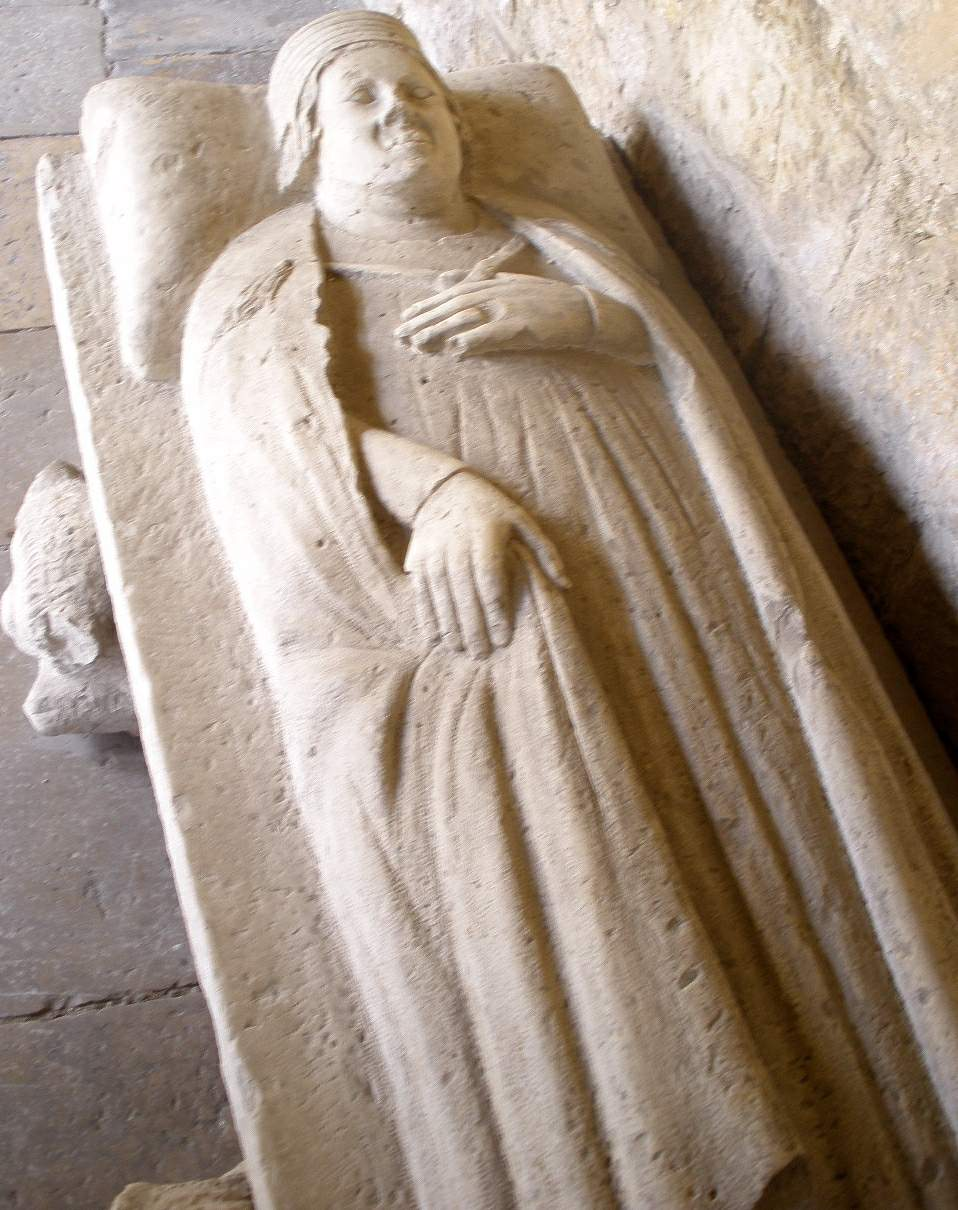
Liegefigur (Kenotaph)
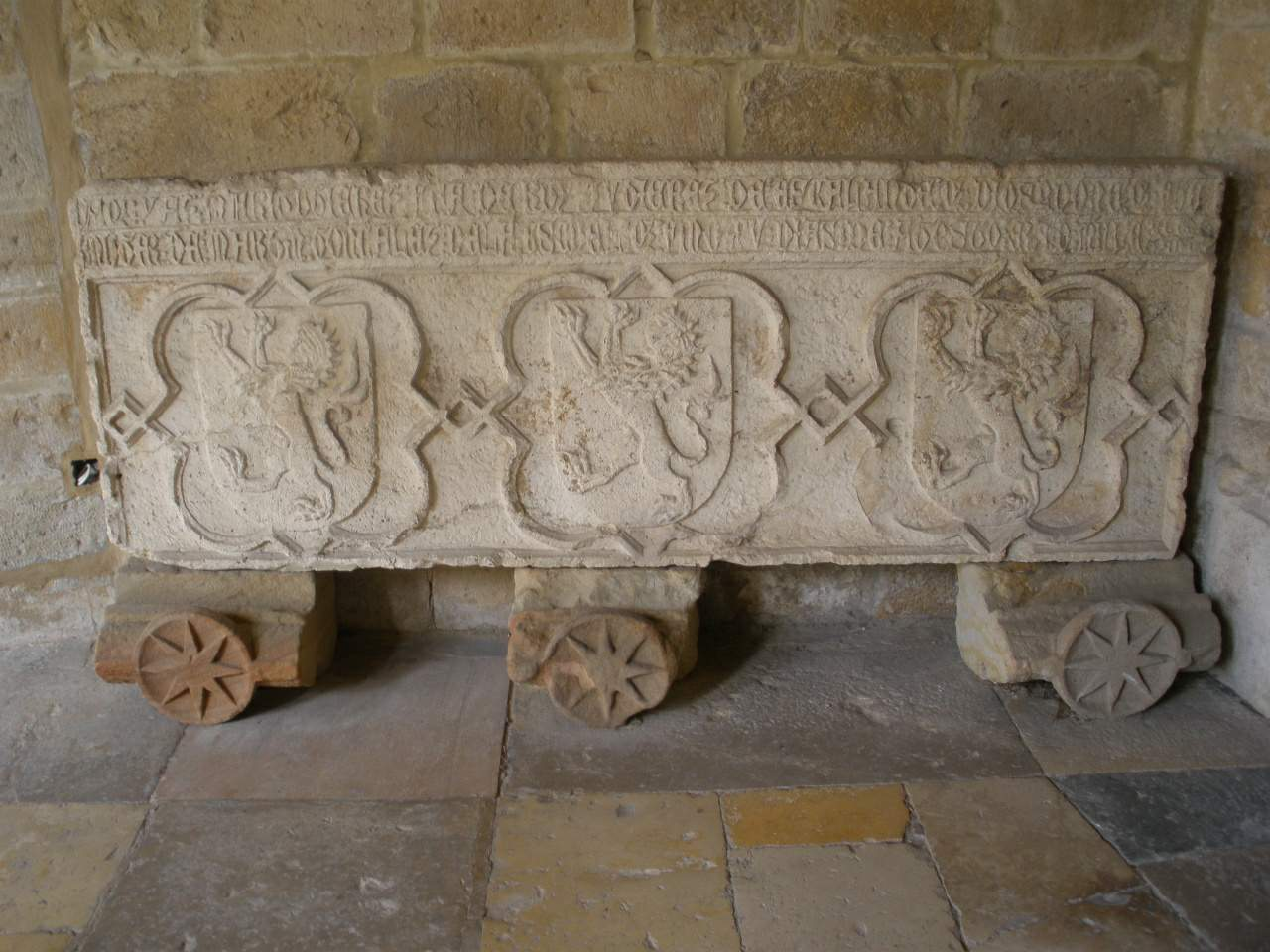
Gotischer Sarkophag